# Mamac (2000.)
Mamac (eng. Bait) američka je akcijska komedija snimljena 2000.

## O filmu
Alvin Sanders i njegov mlađi brat Stevei su sitni kriminalci,gdje pri jednog neplaniranoj pljačci Alvina uhiti policija i odvede u zatvor. Alvin dijeli ćeliju s profesionalnim lopovom Johnom Jasterom. Prije nego što je umro,otkrio je Alvinu gdje je sakrio 40 milijuna dolara koje je prije toga bio ukrao iz federalne banke u New Yorku. Ali policija i tajne službe znajući da Alvin zna gdje su novci ga pušta na slobodu nadajući se na će preko njega doći do toga. No,još prije dok je bio u zatvorskom dvorištu,Edgar Clenteen, koji je i bio na čelu tog plana, šalje "svoga čovjeka" da ga ozljedi na lijevu stranu obraza kako bi on mogao biti operiran te kako bi mu u zub ugradili čip za praćenje koji u sebi ujedno sadrži mini zvučnike kako bi oni znali sve o čemu on govori. 
No stvari nisu krenule onako kako Edgar i ekipa zamišljaju. Alvin se vraća djevojci,gdje i saznaje da je postao tata,ali ona ga ne prima u stan dok si ne nađe posao. Edgar šalje poštara, koji radi za njega, te mu on dostavlja 5000$, navodno da je to isprika vlade SAD-a. No Alvin nije ni naslutio da upravo postao mamac u igri mačke i miša između policije i psihopatskog ubojice Bristola koji mu je za petama.

## Uloge
- Jamie Foxx kao Alvin Sanders
- David Morse kao Edgar Clenteen
- Doug Hutchison kao Bristol
- Kimberly Elise kao Lisa Hill
- David Paymer kao Agent Wooly
- Mike Epps kao Stevie Sanders
- Robert Pastorelli as John Delano Jaster
- Jamie Kennedy kao Agent Blum
- Nestor Serrano kao Agent Boyle
- Kirk Acevedo kao Ramundo
- Jeffrey Donovan kao Julio
- Megan Dodds kao Agent Walsh
- Tia Texada kao Tika